# Irina Tiujai
Irina Tiujai (Rusia, 14 de enero de 1967) es una atleta rusa retirada especializada en la prueba de pentatlón, en la que consiguió ser medallista de bronce mundial en pista cubierta en 1995.

## Carrera deportiva
En el Campeonato Mundial de Atletismo en Pista Cubierta de 1995 ganó la medalla de bronce en la competición de pentatlón, logrando un total de 4622 puntos, tras su paisana rusa Svetlana Moskalets que batió el récord de los campeonatos con 4834 puntos, y la estadounidense Kym Carter (plata).